# Баффало (округ, Южная Дакота)
Ба́ффало — округ в штате Южная Дакота. Население — 1912 человек (2010 год). Площадь — 1262 км². Окружной центр — Ганн-Валли. По уровню доходов на душу населения округ считается беднейшим в США. Большую часть территории округа занимает индейская резервация Кроу-Крик, населенная индейцами сиу. В округе есть всего один тауншип (Элвира) и три территории — Кроу-Крик, Норт-Баффало и Саут-Баффало. На территории округа располагается один город — Форт-Томпсон.

### Соседние округа
- Округ Ханд, Южная Дакота - с северо-востока
- Округ Джеролд, Южная Дакота - с востока
- Округ Брул, Южная Дакота - с юга
- Округ Лаймен, Южная Дакота - с запада
- Округ Хайд, Южная Дакота - с северо-запада

## Демография
81,59 % населения составляют индейцы, доля белых — 16,34 %, негры составляют 0,1 %.
41,3 % населения находятся в возрасте до 18 лет, 11 % от 18 до 24, 25 % от 25 до 44, 16,1 % от 45 до 64 и 6,5 % люди в возрасте 65 лет и старше. Средний возраст населения округа — 23 года. На 100 женщин приходится 105 мужчин.
Средний доход на душу населения составляет 5 213 $, что является самым низким показателем среди всех округов США.

## Экономика
Уровень безработицы в округе составляет 57 %.
Предприятия, создающие рабочие места в округе Баффало, относятся к следующим секторам: образование, здравоохранение и социальная сфера — 32 %, сельское хозяйство, лесное хозяйство, рыболовство и охота — 20 %, административные службы — 13 %. На государственных предприятиях трудятся 54 % работающих.

## Политика
На выборах президента США 2008 года за Барака Обаму проголосовали 74,2 % избирателей округа, за Джона Маккейна отдали голоса 25,5 % избирателей.

## Достопримечательности
В округе Баффало находится место, где в начале XIV века произошла так называемая Кроу-Крикская резня — уничтожение индейского поселения в ходе межплеменных войн.
Возле Форт Томпсона располагаются курганы, объявленные национальной исторической достопримечательностью. Они представляют собой места захоронения и содержат останки и предметы материальной культуры древнейших обитателей Южной Дакоты.